# Mak wątpliwy
Mak wątpliwy (Papaver dubium) – gatunek rośliny należący do rodziny makowatych. Występuje w prawie całej Europie, w Afryce Północnej, Azji Zachodniej, na Kaukazie i w Pakistanie. W Polsce pospolity na niżu. Archeofit.

## Morfologia
ŁodygaWzniesiona, prosta, ulistniona, 30–60 cm wysokości. W dolnej części jest odstająco, w górnej przylegająco owłosiona.
LiścieOwłosione, pojedynczo lub podwójnie pierzastodzielne.
KwiatySzkarłatnoczerwone (czasami z czarną nasadą) o średnicy 3–7 cm, pylniki i nitki pręcików fioletowe. Słupek nagi, jego znamię płaskie z 5–8 promieniami. Nitki pręcików niezgrubiałe. Szypułka kwiatowa obficie owłosiona przylegającymi włoskami. Kwiat maku wątpliwego wygląda bardziej blado niż u maku polnego.
OwoceMaczugowata, wyraźnie żebrowana i naga torebka.

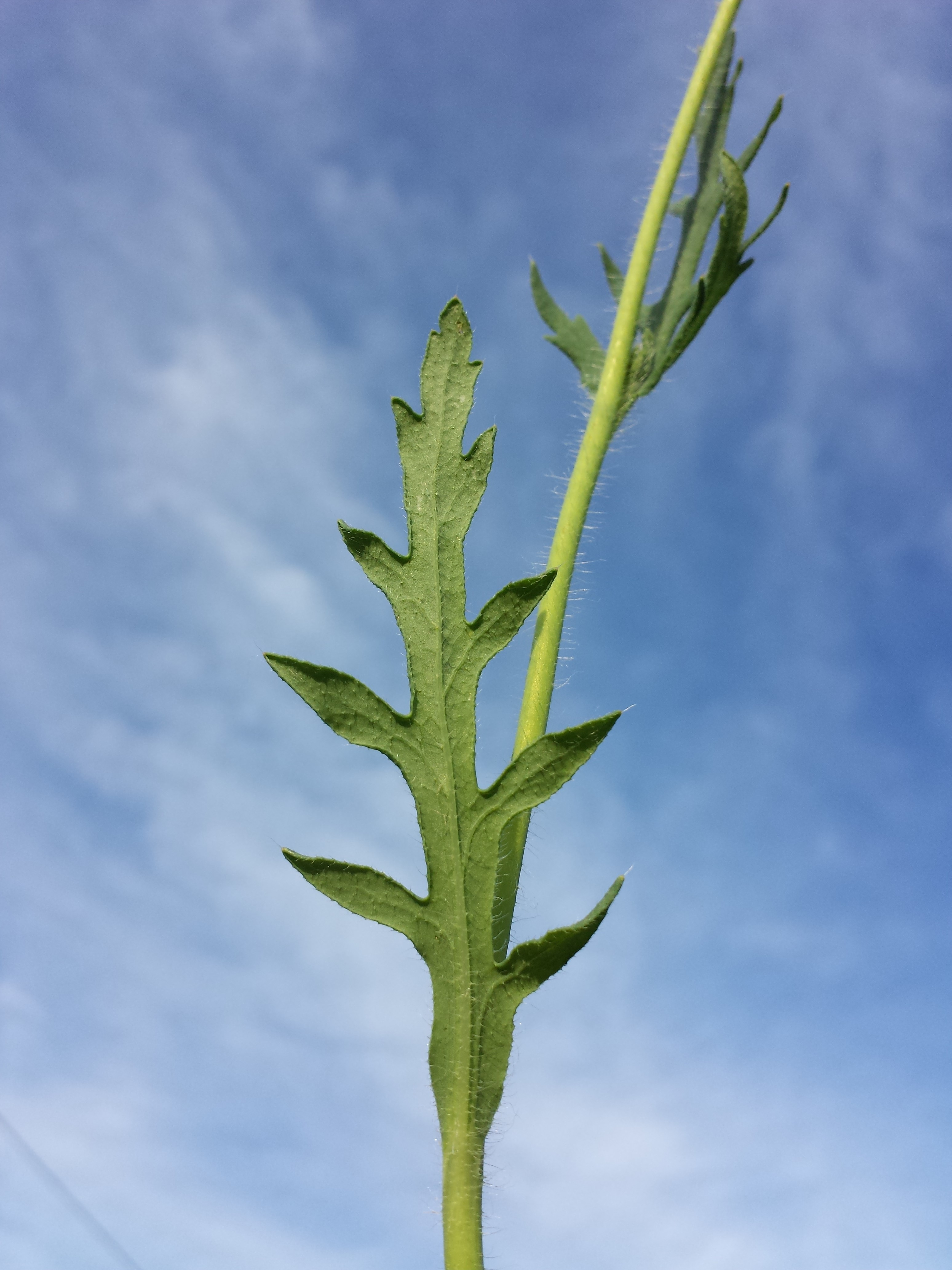
Liść
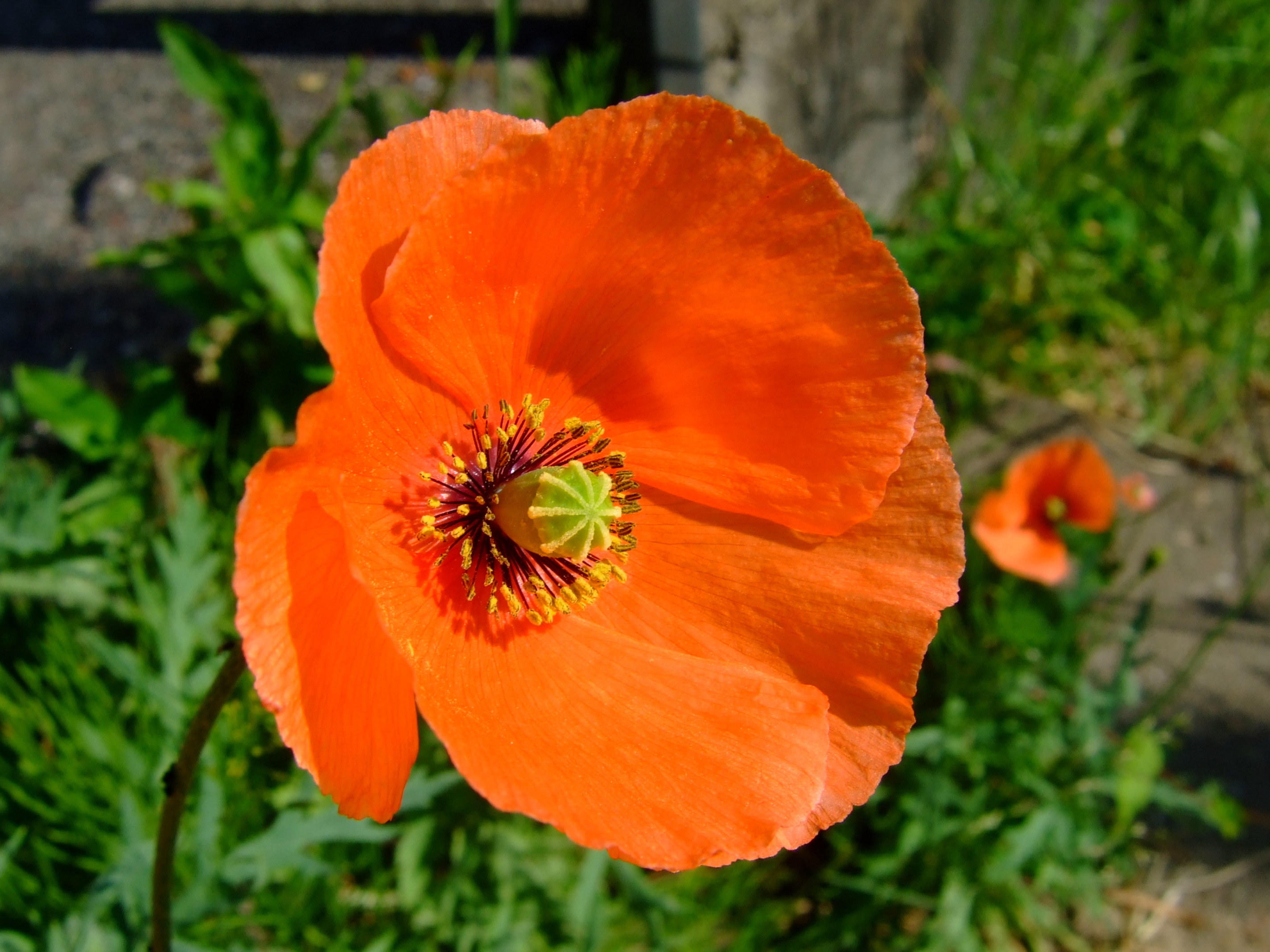
Kwiat
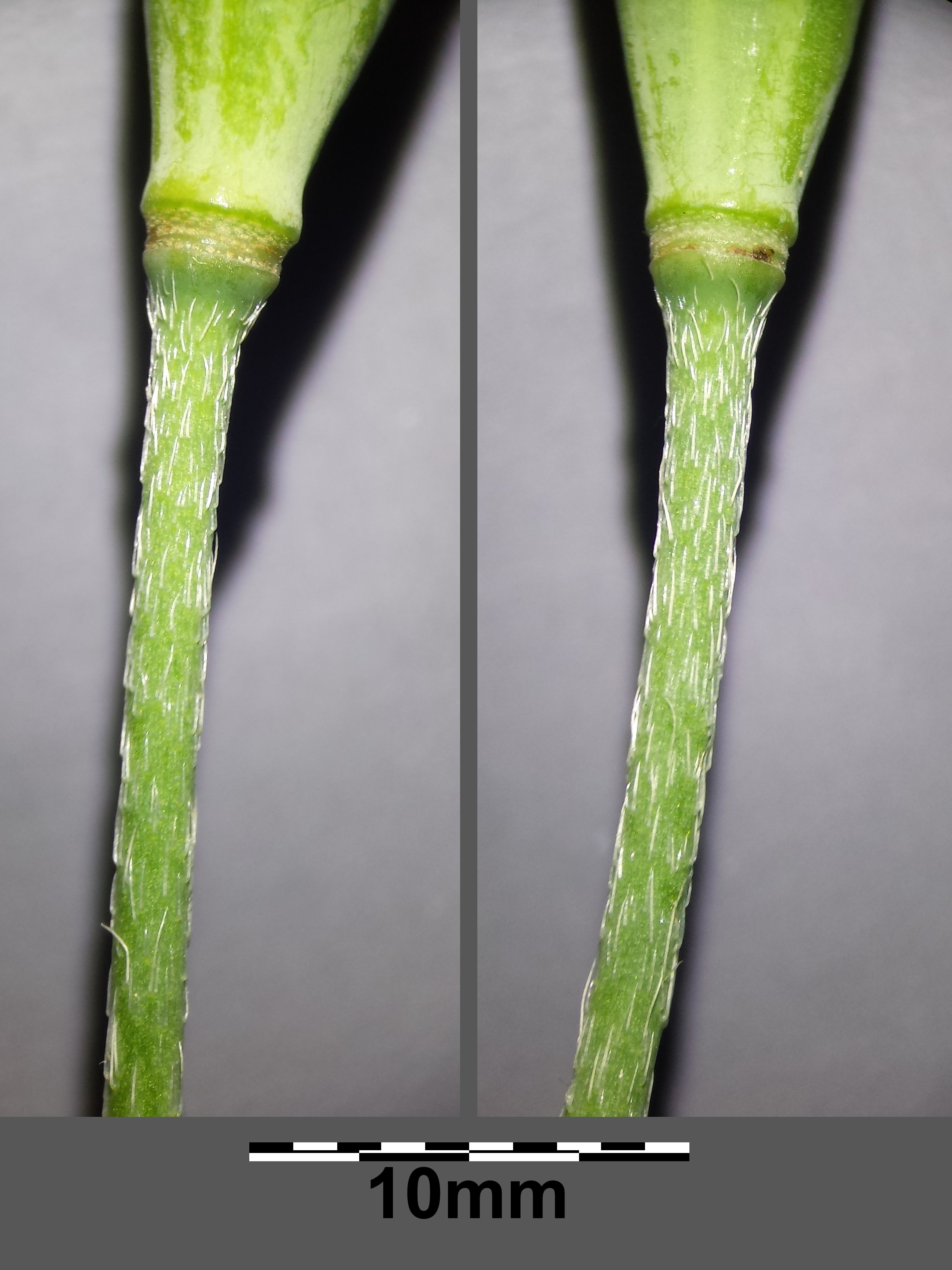
Przylegające owłosienie szypułki
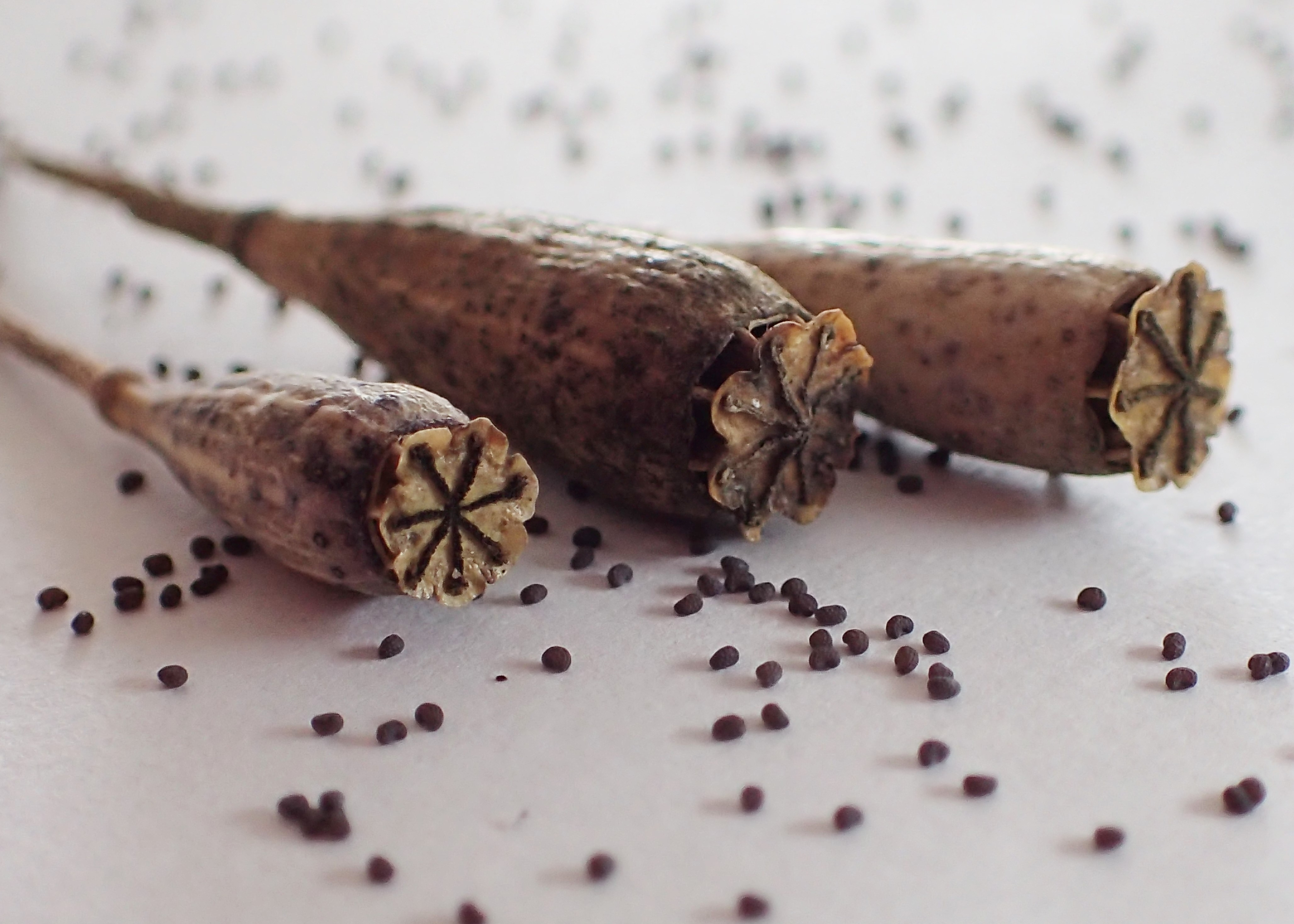
Owoce i nasiona

## Biologia i ekologia
Roślina jednoroczna. Kwitnie od maja do czerwca lub lipca. Liczba chromosomów: 2n = 42. Zasiedla pola i miejsca ruderalne (roślina ruderalna). Niegdyś rósł na polach uprawnych o podłożu piaszczystym, obecnie częściej na wysypiskach, nieużytkach lub brzegach dróg. Roślina trująca: zawiera lekko trujący alkaloid.

## Zmienność
Gatunek zmienny morfologicznie. Występuje w wielu odmianach. Tworzy mieszańce z makiem polnym.